# ایوانوفکا (شهرستان کویورگازینسکی، باشقیرستان)
ایوانوفکا (انگلیسی: Ivanovka, Kuyurgazinsky District, Republic of Bashkortostan) یک شهرک در شهرستان کویورگازینسکی جمهوری باشقیرستان در کشور روسیه است.